# Стелленбоський університет
Стелленбоський університе́т (афр. Universiteit Stellenbosch, US) — університет, розташований у Стелленбоші в Західнокапській провінції ПАР.

## Історія
Засновано 1865 року як «публічну школу» (Openbare Skool), 1866 року перейменовано на Стелленбоську гімназію. 1874 року виникло відділення мистецтв (120 учнів), а 1881 року гімназію офіційно перетворено на коледж.
Завдяки Яну Маре з Кутценбурга, який заповів 100 000 фунтів стерлінгів на розвиток освіти у Стелленбосі, коледж зміг набути статусу незалежного університету. 1916 року парламент ухвалив Закон про університети, який набув чинності 2 квітня 1918 року, і Коледж Вікторії офіційно перетворено на Стелленбоський університет. Того року загальна кількість студентів становила 503 особи, а викладачів — 40 (22 професори та 18 лекторів).
У роки апартеїду університет був одним із центрів африканерської культури. Він був призначений для білих, які розмовляли мовою африкаанс.
Поступово в університеті виникали нові факультети та кафедри. Нині в університеті 10 факультетів: економіки та менеджменту, юридичний, педагогічний, сільськогосподарський, громадських наук, інженерний, медичний, військовий, природничих наук, теологічний.
Університет належить до провідних університетів південної півкулі. Він входить до числа найкращих 500 університетів світу за версією журналу Times Higher Education.

## Відомі випускники
- Даніель Франсуа Малан — південноафриканський кальвіністський проповідник, політик та державний діяч африканерського націоналізму, прем'єр-міністр Південно-Африканського Союзу.
- Джеймс Баррі Муннік Герцог — південноафриканський військовий та політичний діяч, один із лідерів національного руху африканерів, прем'єр-міністр Південно-Африканського Союзу.
- Марк Нігріні — математик та аудитор.
- Ізак Стефанус де Вільєрс "Бейлі" Сварт[ru] — південноафриканський регбіст, чемпіон світу 1995 року.